# 吉田千鶴
吉田 千鶴（よしだ ちづ、1925年 - 2020年4月23日）は、日本の慈善家。NGOアルディナウペポの代表を務めた。日本聖公会信徒。

## 来歴

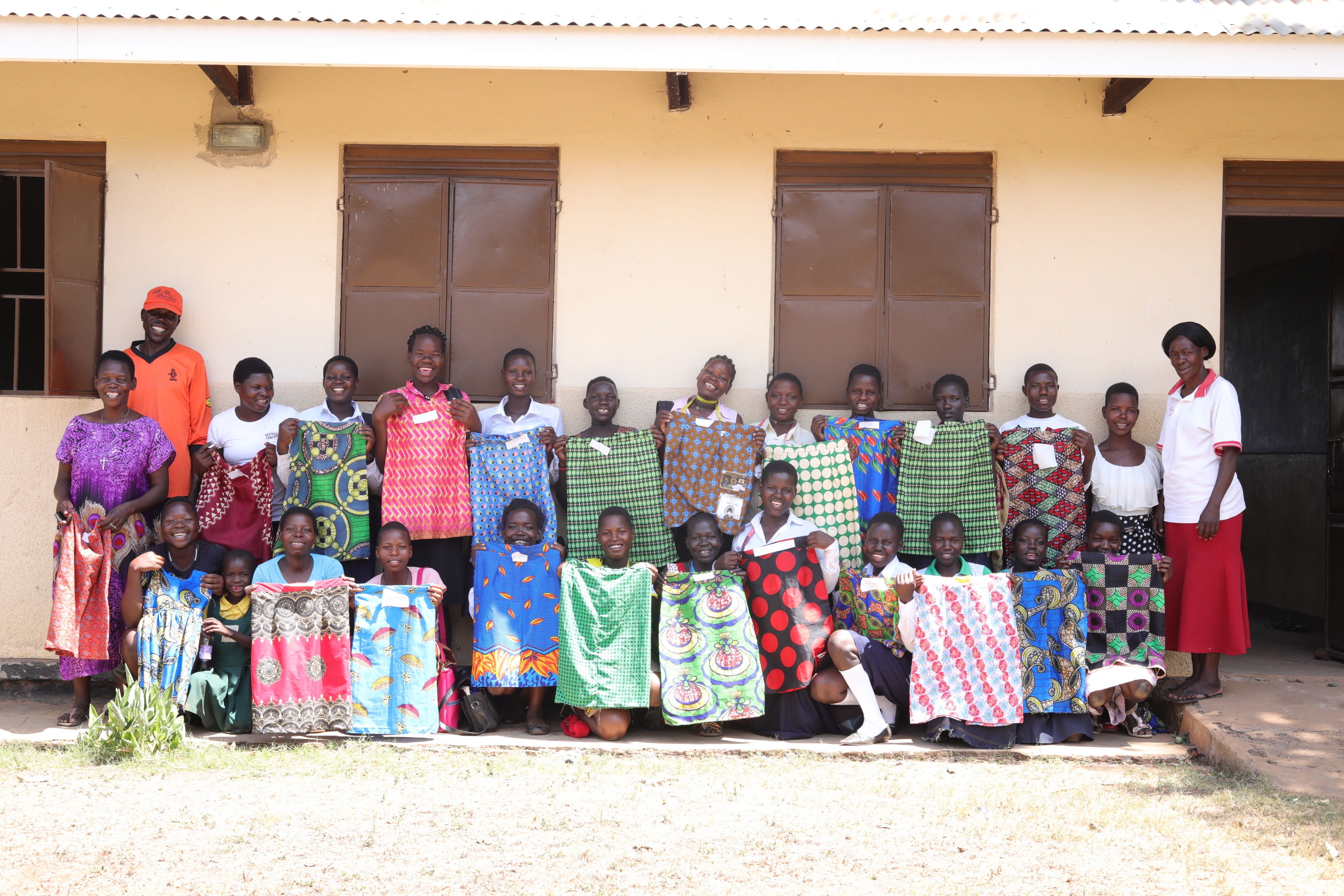
職業訓練校にて撮影

日本の図書館の父 佐野友三郎の二男で軍人の佐野武夫の長女として埼玉県所沢に生まれ、満州で少女期を過ごした。同じように日本、満州、ロシアで地下活動を続けた第二次共産党の中央委員を務めた佐野文夫は叔父にあたる。
多感な年齢を満州で過ごした千鶴は日本人の中国人に対する過酷さを目の当たりにして、軍国主義の犠牲になっていた中国人に深い同情の念を持って接することになる。やがて日本に帰国してフェリス女学院に通うが、満州での不幸な思い出が心から離れず、キリスト教教育と相まって彼女の中で博愛思想が培われていった。
同じようなリベラル思想の官僚吉田一郎と結婚してからは、女流政治家市川房枝の手伝いをしながら音楽大学にも通い音楽教育の道に入って行った。その後が夫一郎に先立たれると音楽教育で身をたることになるが、その時の一番弟子が早稲田大学准教授となる岩井雪乃である。
音楽教育者として身を立てていたが、1989年に長男からの依頼でケニアを訪問し、現地で貧困な生活を送る児童を見て衝撃を受ける。これを契機にケニアの貧困児童に対して援助をおこなう団体「アルディ・ナ・ウペポ」を設立し、自らもナイロビに居住した。
その後ダゴレティの施設はアメリカのNGOであるFTC（フィード　ザ　チルドレン)に引き継がせてから吉田千鶴は自ら内戦状態にあったウガンダに活動対象を移し、2004年から「シェルター」と呼ぶ難民児童の保護施設で職業訓練などを実施している。
2011年に、日本財団から社会貢献賞を長男の吉田愛一郎とともに授与された。
2020年にウガンダのグルで職業訓練校を建設し、1月19日の引き渡し式の後、3月に寄贈した。
2020年4月23日、死去。

## 親族
佐野友三郎は祖父。佐野文夫は父方の伯父にあたる（父の兄）。吉田愛一郎は長男。

## 関連文献
- 「シリーズ人間 子供の涙は見過ごせない－だから、私はアフリカに行く」『女性自身』2017年11月7日号、光文社、p.60